# Fête nationale de Jeanne d'Arc et du patriotisme
Pour les articles homonymes, voir Fête de Jeanne d'Arc.
La Fête nationale de Jeanne d'Arc et du patriotisme est une fête nationale officielle en France, instituée en 1920, célébrée chaque année lors du deuxième dimanche du mois de mai, jour anniversaire de la libération d'Orléans le 8 mai 1429 par l'armée française, sous le commandement de Jeanne d'Arc.
Ce jour n'est pas férié et ne doit pas être confondu avec la Sainte Jeanne d'Arc, célébrée par l'Église catholique le 30 mai, jour de son exécution sur le bûcher en 1431.

## Instauration
Au cours des siècles, et principalement à partir du XIXe siècle, la figure historique de Jeanne d'Arc a été reprise par de nombreux auteurs pour illustrer ou cristalliser des messages religieux, philosophiques ou politiques. Dans le domaine politique, elle est devenue un symbole national français lors de la guerre franco-allemande de 1870 puis est reprise par de nombreux partis et figures politiques qui vont du parti socialiste jusqu'à l'extrême droite.
Dès 1894, Joseph Fabre, sénateur, proposa une fête annuelle de Jeanne d'Arc baptisée « fête du patriotisme »,.
Elle est instaurée par la loi du 10 juillet 1920, adoptée à l'unanimité par la Chambre des députés et le Sénat, sur proposition du député et écrivain Maurice Barrès, quelques semaines après la canonisation de Jeanne d'Arc.

## Célébrations officielles
La célébration est toujours en vigueur et fait partie des douze journées nationales organisées chaque année par le ministère des Armées.
Une cérémonie militaire a lieu traditionnellement devant la statue équestre de Jeanne d'Arc sur la place des Pyramides, à Paris.

Fête de Jeanne d'Arc en 1962 à Toulouse
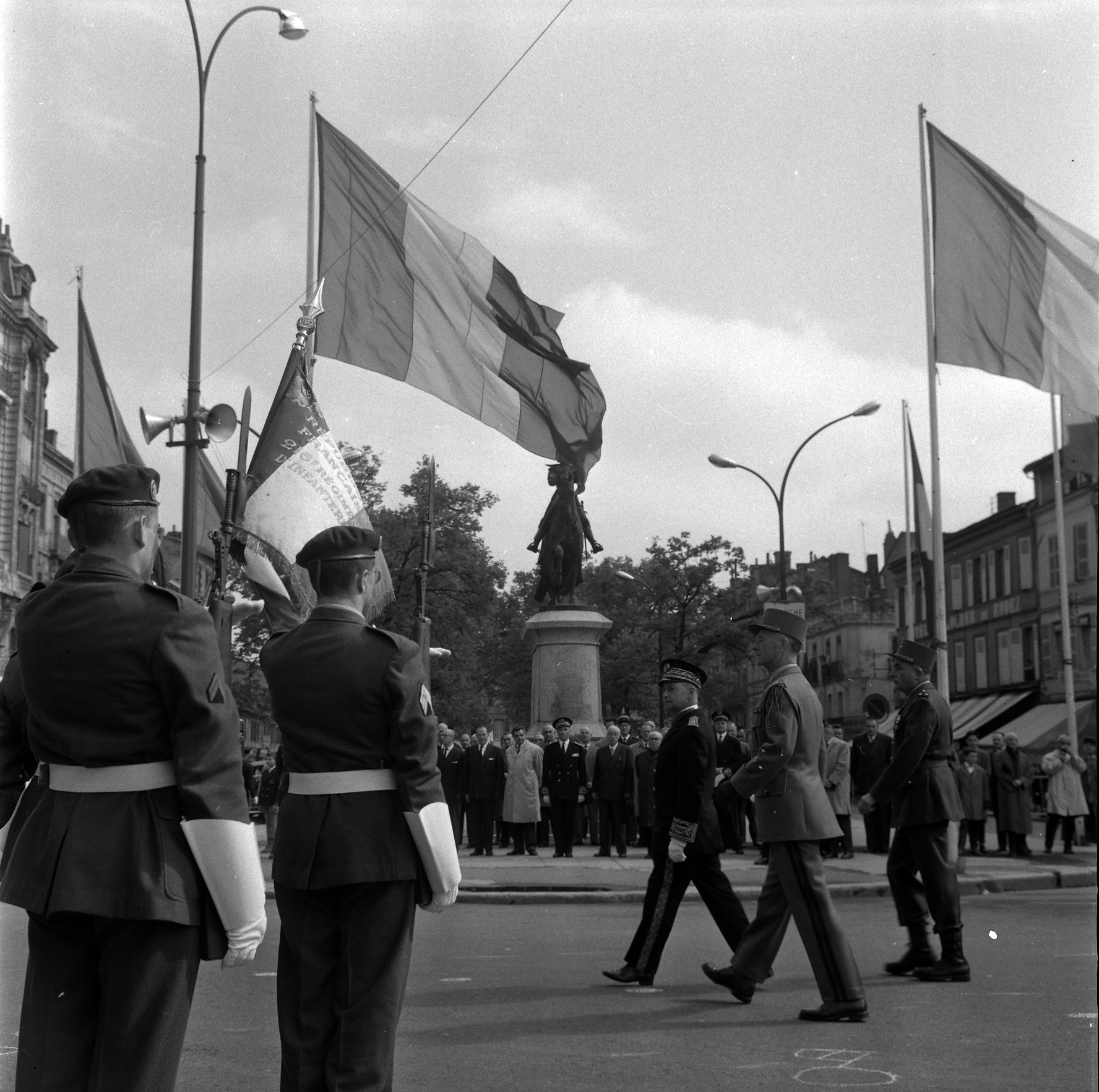
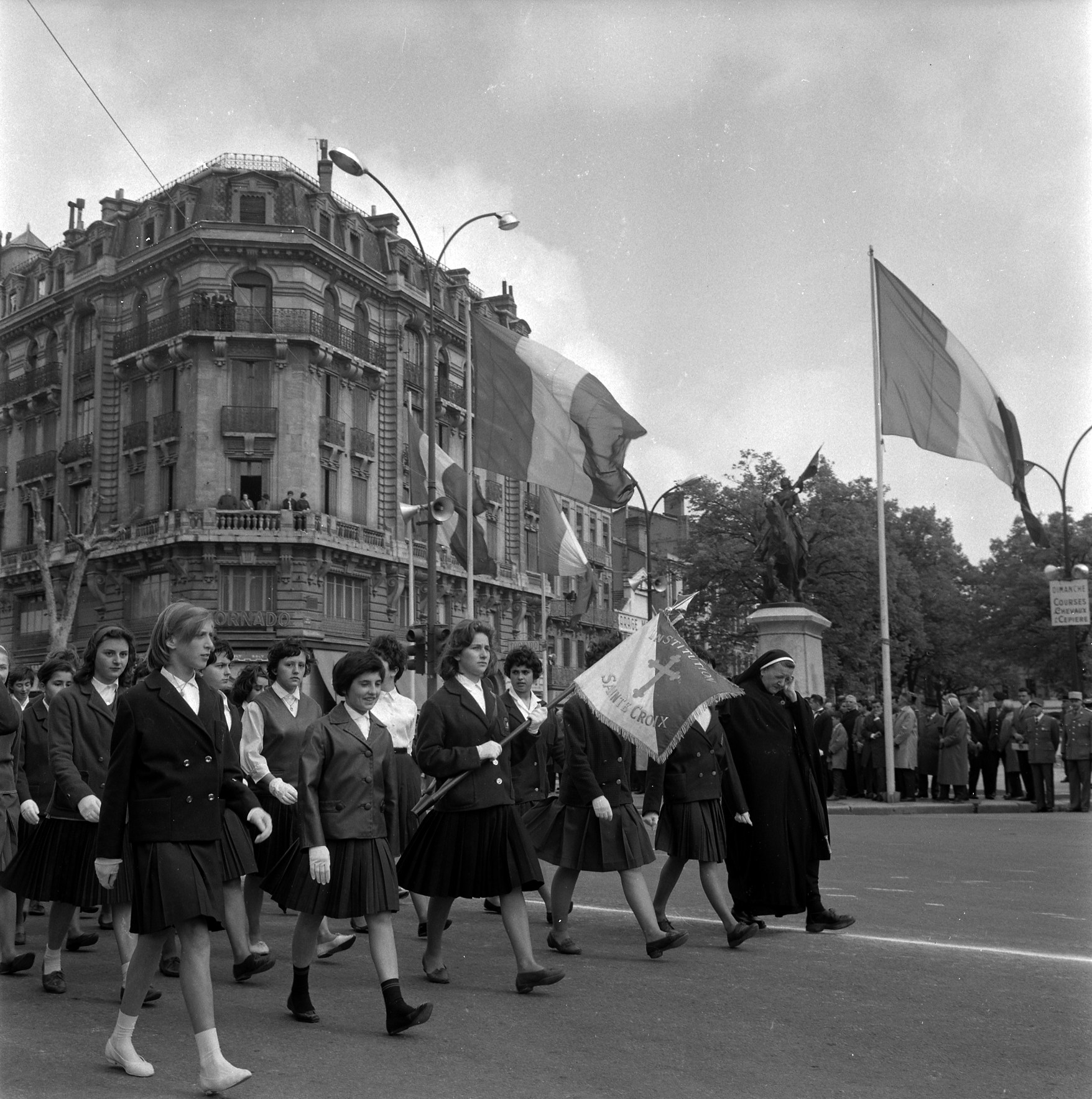
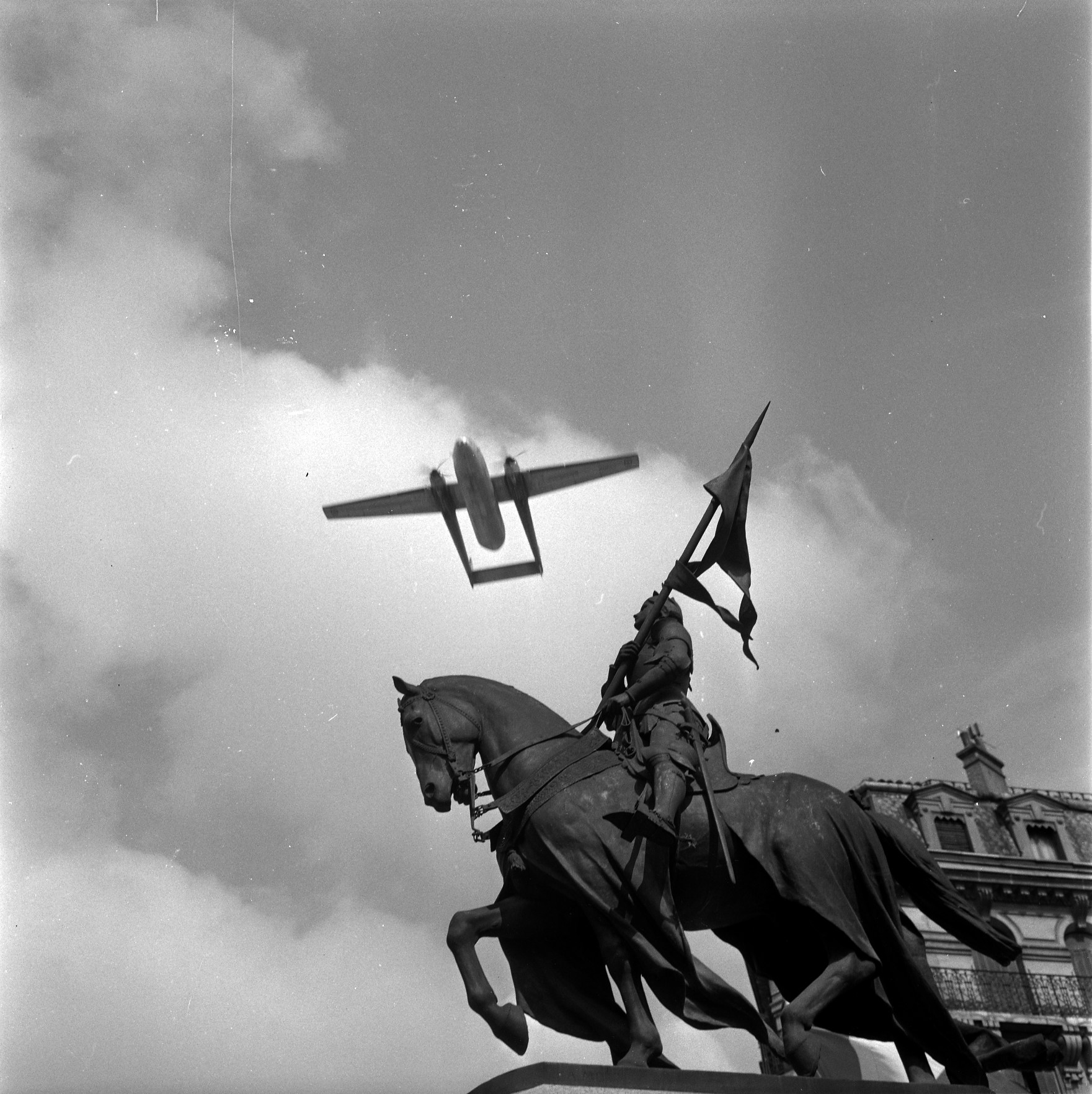
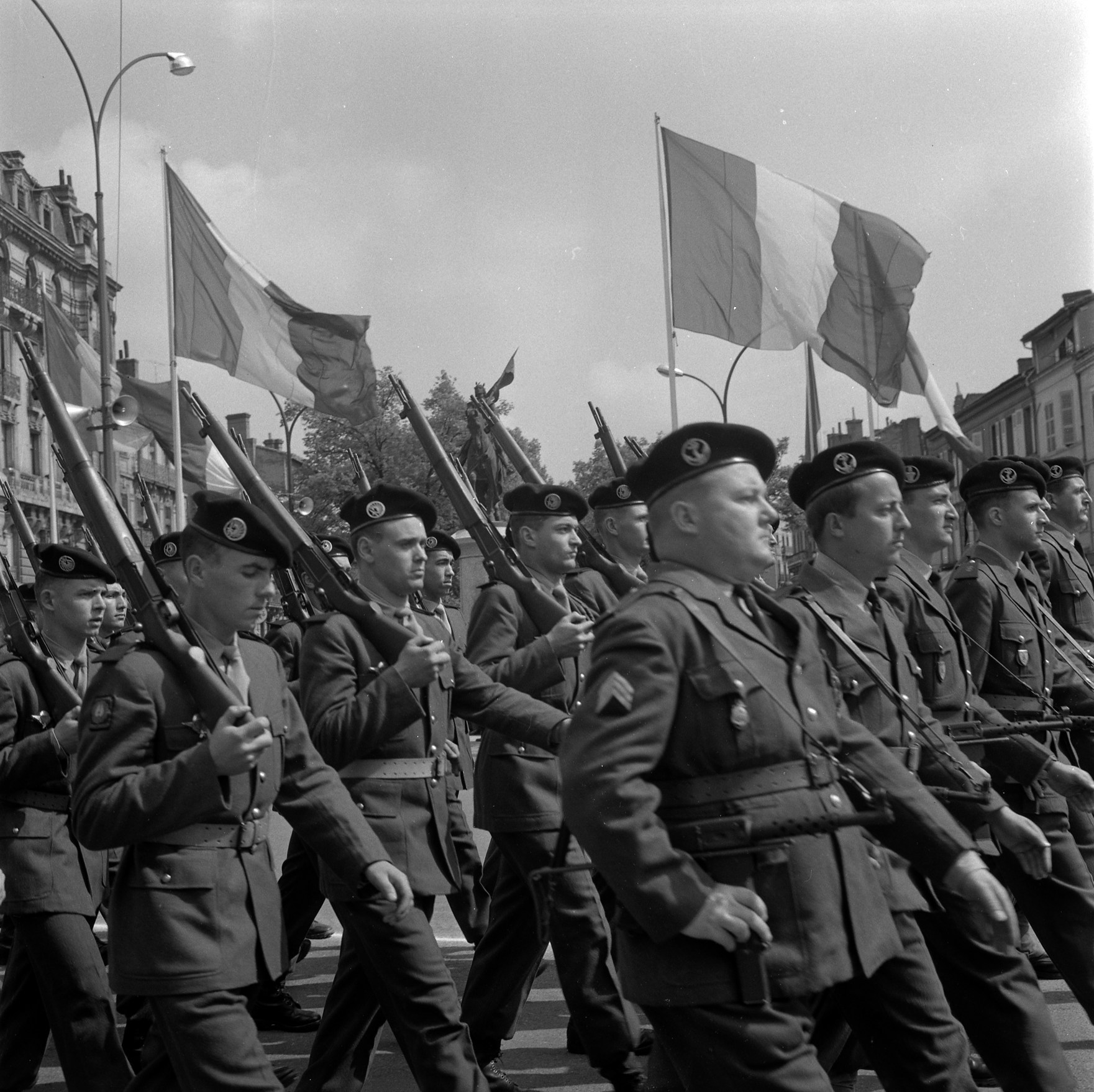

À Orléans, une grande fête johannique est organisée chaque année à la même période, réunissant les autorités militaires, religieuses et civiles, mais elle n'a pas de lien direct avec cette fête nationale. Les fêtes johanniques d'Orléans sont en effet bien antérieures à la loi de 1920, puisqu'elles sont organisées dès le XVe siècle. Les fêtes johanniques d'Orléans célèbrent toutefois en 2020 le centenaire de la loi.
La statue de Jeanne d'Arc réalisée par Georges Halbout du Tanney est inaugurée à deux reprises lors de la fête de Jeanne d'Arc : d'abord à Alger en 1951,, puis après l'indépendance de l'Algérie, à Vaucouleurs en 1966.

## Défilés de l'extrême droite

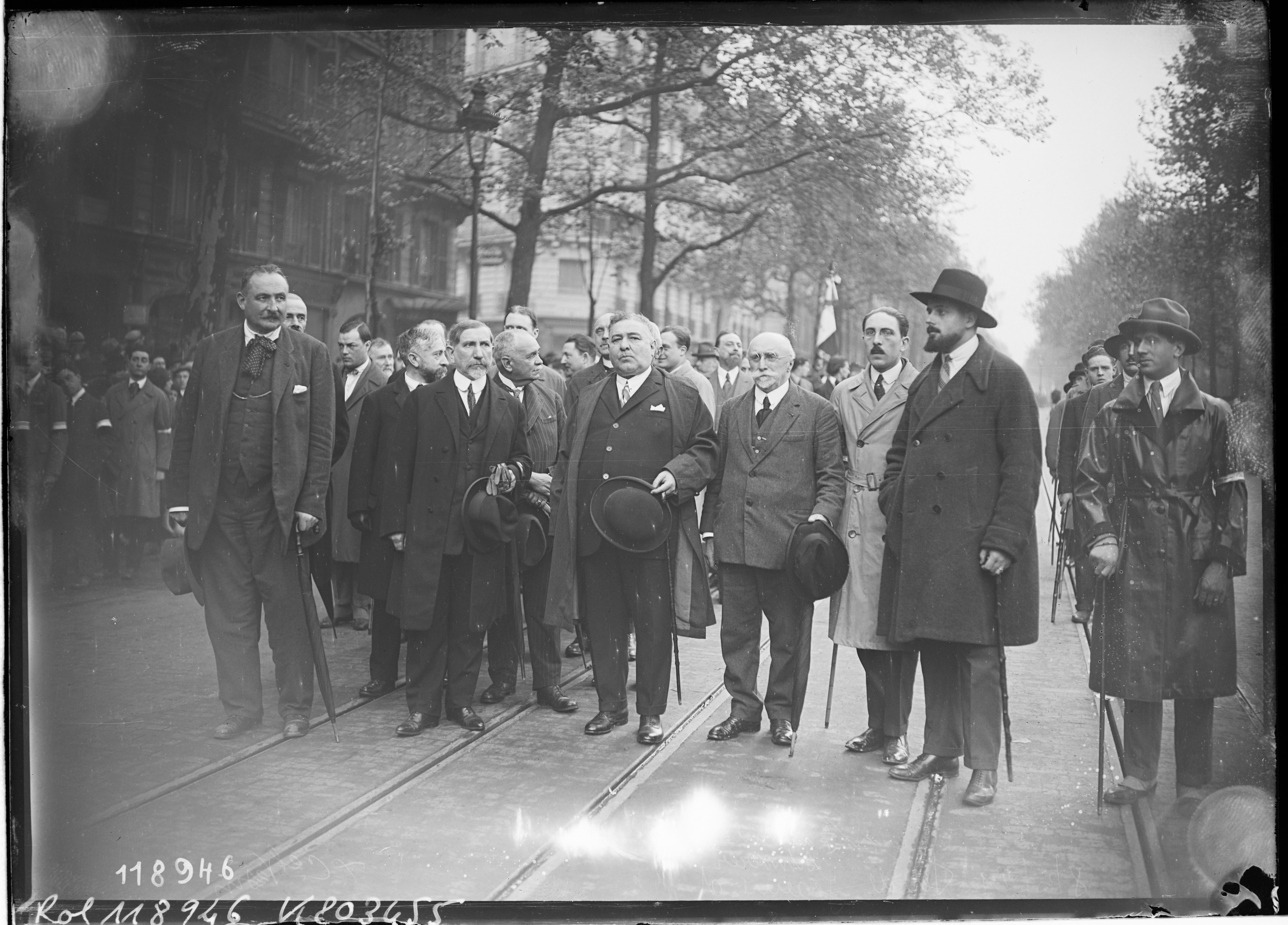
Défilé de l'Action française pour la fête de Jeanne d'Arc le 8 mai 1927, avec notamment Charles Maurras.

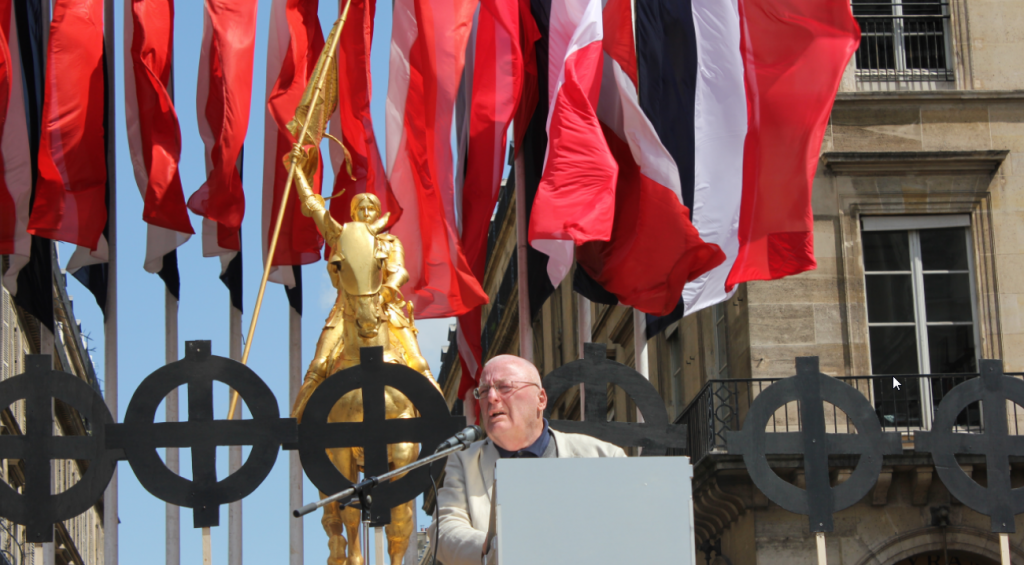
Pierre Vial, chef de Terre et Peuple, prononçant un discours devant la statue de Jeanne d'arc sur la place des Pyramides. En arrière-plan, des croix celtiques, devenues un symbole d'extrême droite.

Divers mouvements d'extrême droite firent rapidement de cette fête leur point de ralliement, dont l'Action française (AF), les Camelots du roi et les Croix-de-Feu.
Le Front national s'y joignit à partir de 1979 jusqu'en 1988, lorsque le FN décide de défiler seul et le 1er mai : le parti indique alors que ce changement de date visait à briser le « monopole syndicalo-gauchiste » et à rassembler l'hommage à Jeanne d'Arc et la fête du Travail de Philippe Pétain.
En 2010, le défilé est organisé en même temps que celui du Comité du 9-Mai (C9M) et mobilise jusqu'à 700 personnes. Plusieurs mouvements politiques, tels la Nouvelle droite populaire de l'ancien député alsacien Robert Spieler, Terre et Peuple de Pierre Vial, les Nationalistes autonomes de Lorraine, le Renouveau français, le Groupe union défense et les Jeunesses nationalistes révolutionnaires de Serge Ayoub, participent à cette manifestation.
En 2015, un défilé est organisé à l'appel de Civitas, de Béatrice Bourges et d'Alain Soral. D'après Libération, Jany Le Pen fait une apparition remarquée lors de la manifestation. Des slogans tels que « Islam, hors d'Europe » et « Hollande démission, République dissolution » sont scandés par des manifestants.
En 2016, le défilé rassemble Civitas, le Parti nationaliste français et l'AF. Le pétainiste Pierre Sidos est invité à s'exprimer lors de la manifestation, et évoque sa nostalgie de l'Algérie française et de l'Occupation. D'autres partis européens sont également invités, notamment PEGIDA, Aube dorée et un parti phalangiste. Plus de 1 000 personnes participent à la manifestation.
En 2022, le défilé rassemble des militants de l'AF, de Civitas, du Parti de la France, du C9M et des Nationalistes (ex-Parti nationaliste français). Des slogans antirépublicains et antimaçonniques sont scandés lors de la manifestation.

### Épisode demai 2023
En 2023, la secrétaire d'État chargée de la Citoyenneté, Sonia Backès, annonce l'interdiction du défilé, dont l'organisation était prévue par l'Action française. Cette interdiction survient après une manifestation polémique du C9M, et la circulaire introduite subséquemment par le ministre de l'Intérieur, Gérald Darmanin, instruisant l'« interdiction des manifestations et rassemblements de l'ultradroite ». D'autres manifestations, l'une organisée par Les Nationalistes, l'autre par l'organisation souverainiste Penser la France et une autre par un groupe se réclamant du mouvement des Gilets jaunes et l'association de militaires Place d'armes, sont également interdites,.
L'Action française voit son référé-liberté l'emporter au tribunal administratif de Paris, lui permettant ainsi de se rassembler le 14 mai, le tribunal estimant que l'arrêté de la préfecture de police visant à son interdiction « porte une atteinte grave et manifestement illégale à la liberté de manifester ». L'État se voit contraint de verser la somme de 1 500 € au mouvement royaliste. Le groupuscule Les Nationalistes, quant à lui, voit son recours être rejeté.
Le groupe de Gilets jaunes dont la manifestation a été interdite défile malgré l'interdiction, et 62 d'entre eux sont verbalisés. Environ 500 personnes se rendent à la manifestation de l'Action française.